# Liste der denkmalgeschützten Objekte in Texingtal
Die Liste der denkmalgeschützten Objekte in Texingtal enthält die 7 denkmalgeschützten, unbeweglichen Objekte der Gemeinde Texingtal.

## Denkmäler
| Foto |                 | Denkmal                                                                         | Standort                                        | Beschreibung | Metadaten |
| ---- | --------------- | ------------------------------------------------------------------------------- | ----------------------------------------------- | --- | --- |
| ja   | Datei hochladen | Schloss Plankenstein mit Kapelle HERIS-ID: 34765 Objekt-ID: 33158               | Plankenstein 1 Standort KG: Plankenstein        | Die ältesten Teile der 1186 erstmals urkundlich erwähnten Burg werden auf das 12./13. Jahrhundert datiert. Die Anlage besteht aus vier unregelmäßigen Trakten, die einen Hof umschließen. Die deutlich älteren Mauerreste nördlich der Burg könnten von einem Vorgängerbau stammen. | BDA-Hist.: Q494695 Status: Bescheid Stand der BDA-Liste: 2025-06-30 Name: Schloss Plankenstein mit Kapelle GstNr.: 521/4 Burg Plankenstein                           |
| ja   | Datei hochladen | Figurenbildstock hl. Johannes Nepomuk HERIS-ID: 70989 Objekt-ID: 84133          | Plankenstein 15a Standort KG: Plankenstein      | Die Statue des hl. Johannes Nepomuk stammt aus dem 18. Jahrhundert und wurde 1960 restauriert. | BDA-Hist.: Q38126503 Status: § 2a Stand der BDA-Liste: 2025-06-30 Name: Figurenbildstock hl. Johannes Nepomuk GstNr.: 514/3                                          |
| ja   | Datei hochladen | Kath. Pfarr- und Wallfahrtskirche Maria Schnee HERIS-ID: 50398 Objekt-ID: 55332 | Plankenstein 15a Standort KG: Plankenstein      | Die große Saalkirche mit massivem Nordturm, auf einer Kuppe südlich der Burg gelegen, wurde 1950–1952 nach Plänen von Josef Friedl neu errichtet. | BDA-Hist.: Q30735995 Status: § 2a Stand der BDA-Liste: 2025-06-30 Name: Kath. Pfarr- und Wallfahrtskirche Maria Schnee GstNr.: 514/3 Pfarrkirche Plankenstein        |
| ja   | Datei hochladen | Pfarrhof HERIS-ID: 70986 Objekt-ID: 84130                                       | Sankt Gotthard 3 Standort KG: St. Gotthard      | Der Pfarrhof von St. Gotthard ist ein zweigeschoßiges Gebäude, das Mitte des 18. Jahrhunderts westlich an den Turm der Pfarrkirche angebaut wurde. | BDA-Hist.: Q38126496 Status: § 2a Stand der BDA-Liste: 2025-06-30 Name: Pfarrhof GstNr.: 6                                                                           |
| ja   | Datei hochladen | Kath. Pfarrkirche hl. Gotthard und Friedhof HERIS-ID: 50703 Objekt-ID: 55937    | Sankt Gotthard 3a Standort KG: St. Gotthard     | Gotischer Kirchenbau auf einer Hügelkuppe mit Langhaus vom Ende des 14. Jahrhunderts, Chor und markantem Westturm. Im Inneren bemerkenswerter frühbarocker Hochaltar. Bis etwa 1905 vom Friedhof umgeben.                                                                           | BDA-Hist.: Q38041696 Status: § 2a Stand der BDA-Liste: 2025-06-30 Name: Kath. Pfarrkirche hl. Gotthard und Friedhof GstNr.: 7 Pfarrkirche hl. Gotthard, St. Gotthard |
| ja   | Datei hochladen | Kriegerdenkmal HERIS-ID: 70985 Objekt-ID: 84129                                 | vor Sankt Gotthard 3a Standort KG: St. Gotthard | In Spitzbögen geöffneter Pavillon östlich der Kirche mit Gedenktafeln für die Gefallenen beider Weltkriege. | BDA-Hist.: Q38126483 Status: § 2a Stand der BDA-Liste: 2025-06-30 Name: Kriegerdenkmal GstNr.: 569/1                                                                 |
| ja   | Datei hochladen | Kath. Pfarrkirche hl. Bartholomäus HERIS-ID: 50702 Objekt-ID: 55936             | Texing 16a Standort KG: Texing                  | Der im Kern gotische Bau südlich außerhalb des Ortes wurde 1713–1717 durchgreifend barockisiert. Die Einrichtung stammt einheitlich aus dem frühen 18. Jahrhundert. | BDA-Hist.: Q38041686 Status: § 2a Stand der BDA-Liste: 2025-06-30 Name: Kath. Pfarrkirche hl. Bartholomäus GstNr.: .18 Pfarrkirche Texing                            |